# Três Passos
Três Passos là một đô thị thuộc bang Rio Grande do Sul, Brasil. Đô thị này có diện tích 268,395 km², dân số năm 2007 là 23467 người, mật độ 87,43 người/km².